# Judo-Europameisterschaften der Männer 1967
Die Judo-Europameisterschaften 1967 der Männer fanden vom 11. bis zum 13. Mai in Rom statt. Sechs Jahre zuvor hatten bereits Europameisterschaften in Mailand und damit ebenfalls in Italien stattgefunden.
Das Team des Gastgeberlandes gewann keine Medaille. Sergei Suslin im Leichtgewicht und Willem Ruska im Schwergewicht konnten ihre Titel aus dem Vorjahr verteidigen.

## Ergebnisse
| Gewichtsklasse                | Gold               | Silber               | Bronze                         |
| ----------------------------- | ------------------ | -------------------- | ------------------------------ |
| Leichtgewicht (bis 63 kg)     | Sergei Suslin      | Gustaaf Lauwereins   | George Glass Nikolai Kositzki  |
| Halbmittelgewicht (bis 70 kg) | Armand Desmet      | Eddy van der Pol     | Tonny Jonkman Joachim Schröder |
| Mittelgewicht (bis 80 kg)     | Wladimir Pokatajew | George Kerr          | Patrick Clement Brian Jacks    |
| Halbschwergewicht (bis 93 kg) | Peter Herrmann     | Pierre Albertini     | Ray Ross Boris Mischenko       |
| Schwergewicht (über 93 kg)    | Willem Ruska       | Ansor Kibrozaschwili | Wassili Ussik Klaus Hennig     |
| Offene Klasse                 | Anton Geesink      | Ansor Kiknadse       | Klaus Hennig Willem Ruska      |

## Medaillenspiegel
| Rang | Land                            | Gold | Silber | Bronze | Gesamt |
| ---- | ------------------------------- | ---- | ------ | ------ | ------ |
| 1    | Sowjetunion                     | 2    | 2      | 3      | 7      |
| 2    | Niederlande                     | 2    | 1      | 2      | 5      |
| 3    | Frankreich                      | 1    | 1      | 1      | 3      |
| 4    | BR Deutschland                  | 1    | –      | –      | 1      |
| 5    | Vereinigtes Königreich          | –    | 1      | 3      | 4      |
| 6    | Belgien                         | –    | 1      | –      | 1      |
| 7    | Deutsche Demokratische Republik | –    | -      | 3      | 3      |
|      | Total                           | 6    | 6      | 12     | 24     |